# Sigmatomera (Sigmatomera) amazonica
Sigmatomera (Sigmatomera) amazonica is een tweevleugelige uit de familie steltmuggen (Limoniidae). De soort komt voor in het Neotropisch gebied.